# Relaciones Australia-Chile
Las relaciones Australia-Chile se refiere a las relaciones internacionales establecidas entre la Mancomunidad de Australia y la República de Chile. 
Ambas naciones se encuentran ubicadas en el hemisferio Sur, separadas de un extremo a otro de sus costas al océano Pacífico, en perpendicular de sus paralelos, asimismo son Estados miembro del Foro de Cooperación Económica Asia-Pacífico (APEC).

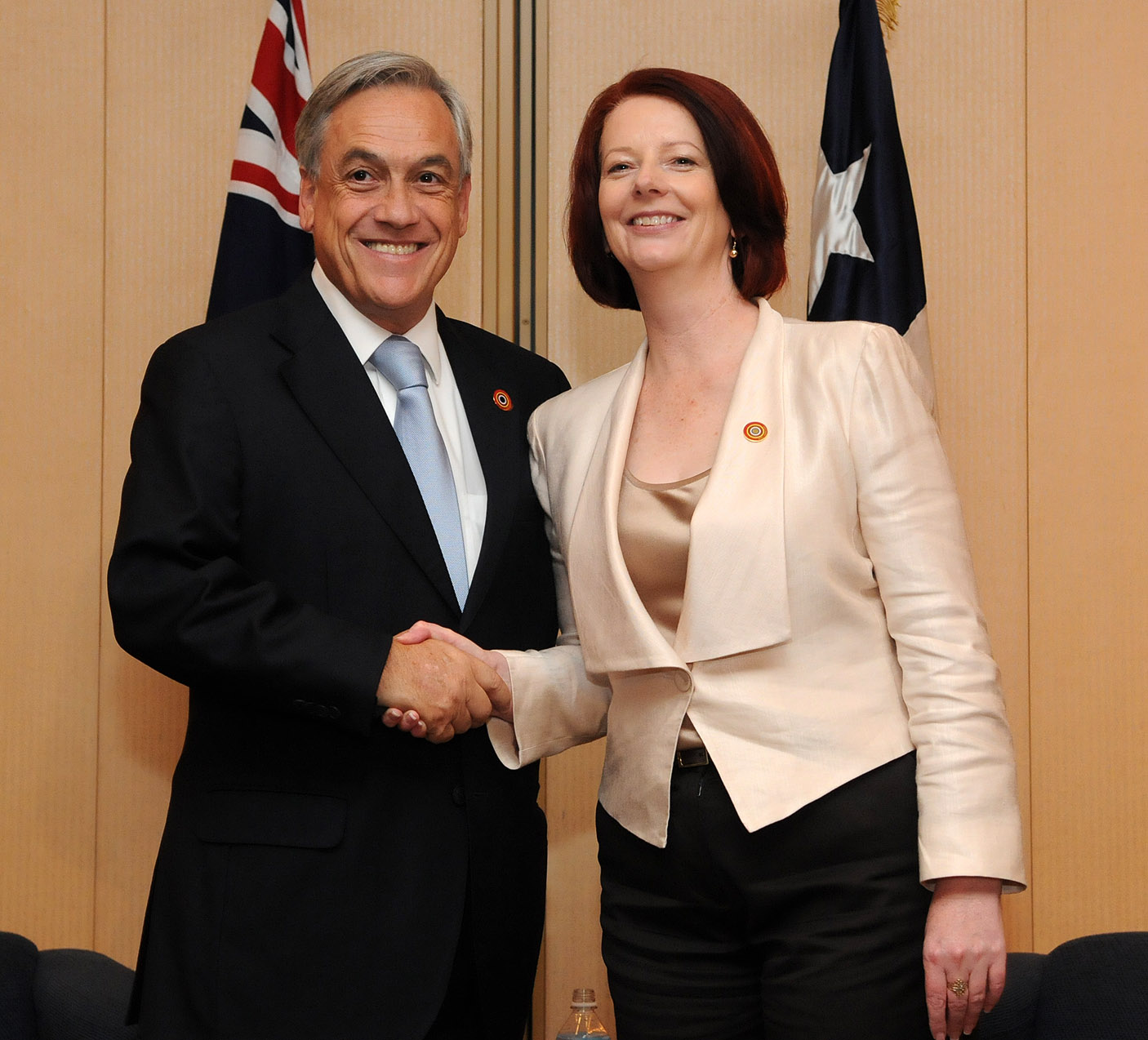
El Presidente chileno, Sebastián Piñera, junto a la Primera ministra australiana, Julia Gillard. (2010)

## Relaciones comerciales
Chile y Australia han sostenido un intercambio comercial desde el siglo XIX, estableciéndose un tráfico regular de mercancías entre los puertos de Sídney y Valparaíso. Las primeras relaciones diplomáticas se iniciaron a nivel consular en 1945 y hasta 1968, año en que sube de categoría estableciéndose las relaciones a nivel de embajadas: En 1968, Chile exportaba a Australia principalmente salitre, celulosa, harina de pescado y papel de diario, mientras que Australia exportaba mayoritariamente trigo y lana de oveja.
En julio de 2002, la aerolínea australiana Qantas y la chilena LAN Airlines, firmaron una alianza por ubicación estratégica que permitió facilitar e incrementar el tráfico aéreo de pasajeros y carga entre estos dos países, convirtiendo a Chile en la principal puerta de ingreso para los australianos en América del Sur y el principal destino de conexión aérea para el resto de los sudamericanos con Oceanía.
En turismo, Chile recibió a 43.341 turistas australianos en 2012; por su parte, Australia fue el destino turístico de 16.800 chilenos durante el mismo año.
El 30 de julio de 2008 fue firmado el Tratado de Libre Comercio entre Australia y Chile, entrando en vigor el 6 de marzo de 2009. Con este acuerdo, ambos países eliminaron la mayor parte de sus aranceles e impuestos aplicados a los productos que ingresan de un país en el otro.
Como países miembro del Grupo de Cairns, Australia y Chile han trabajado conjuntamente con el objetivo de liberalizar el comercio agrícola mundial, formando parte activa en la Ronda de Doha de la Organización Mundial de Comercio.
En 2023, el intercambio comercial entre ambos países ascendió a los 788,2 millones de dólares estadounidenses. Los principales productos exportados por Chile a Australia fueron arándanos, cartulinas, pasta química de madera y aceite de pescado, mientras que Australia mayoritariamente exporta al país sudamericano hulla bituminosa, cianuros de sodio y ferromanganeso.

## Antecedentes migratorios
Los primeros flujos migratorios se produjeron durante la fiebre del oro australiana a mediados del siglo XIX, cuando Australia era una colonia británica. 
Los Gobiernos australiano y chileno han firmado diversos convenios y suscrito acuerdos con el fin de regular las migraciones por trabajo y estudios entre ambos países, siendo uno de los más significativos el Convenio de Seguridad Social Chile-Australia y la creación de visados especiales temporales para trabajadores chilenos y australianos. Australia se ha convertido en un destino llamativo para los emigrantes chilenos, especialmente para profesionales y técnicos calificados jóvenes que buscan mayores oportunidades y más altos ingresos, como también para estudiantes de enseñanza superior que desean aprender o perfeccionar su nivel en el idioma inglés; del mismo modo, es el primer destino educativo de habla inglesa para estudiantes técnicos chilenos.
La colonia chilena residente en Australia ha aumentado considerablemente desde la década de 1970 a la fecha, convirtiéndose en una de las más numerosas de latinoamericanos en el país, además de ser la segunda diáspora chilena más grande fuera del continente americano, después de la de Suecia.

## Misiones diplomáticas
de Australia a Chile
- Santiago de Chile (Embajada)[8]

de Chile a Australia
- Canberra (Embajada)[9]
- Melbourne (Consulado)
- Sidney (Consulado)

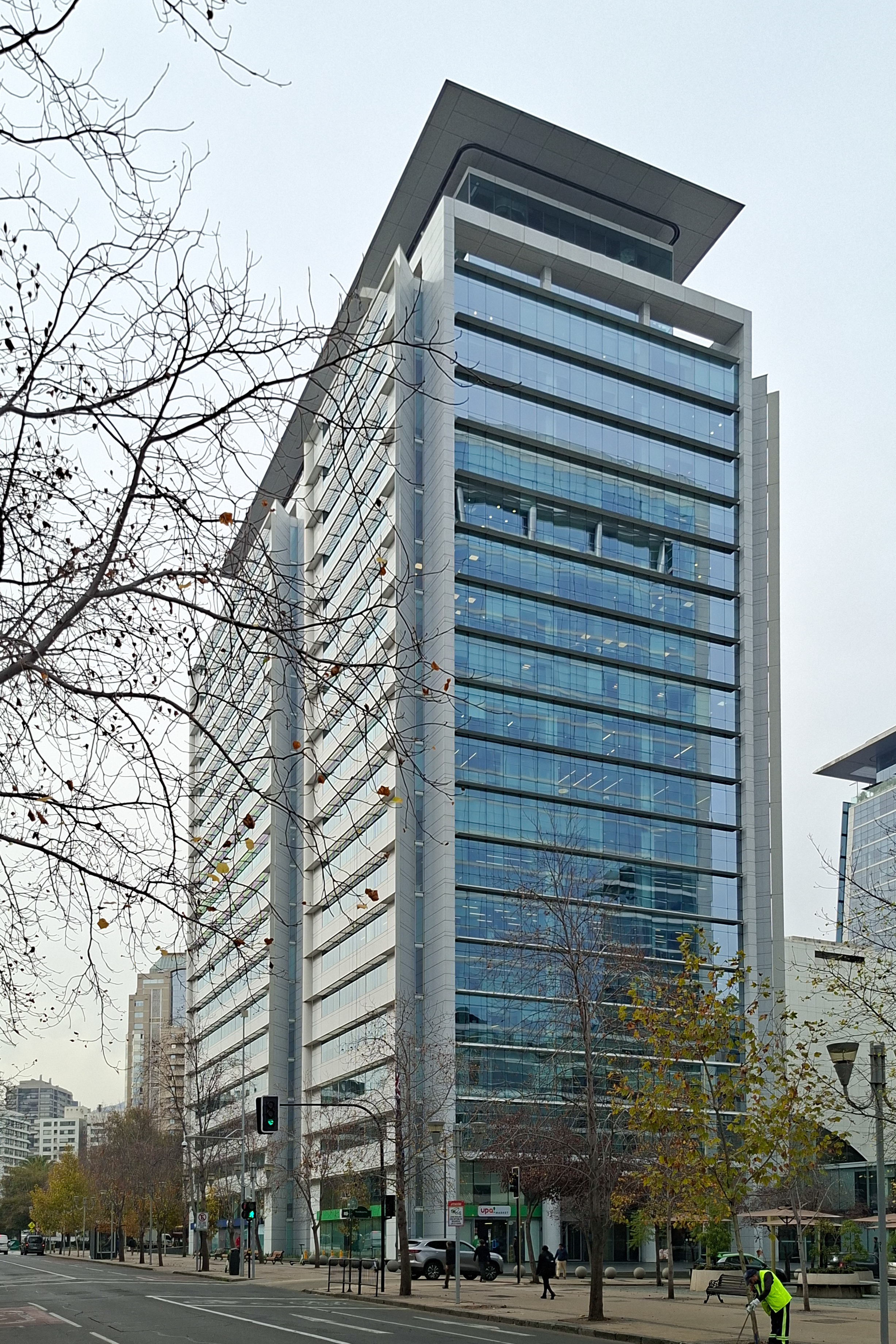
Embajada de Australia en Santiago de Chile
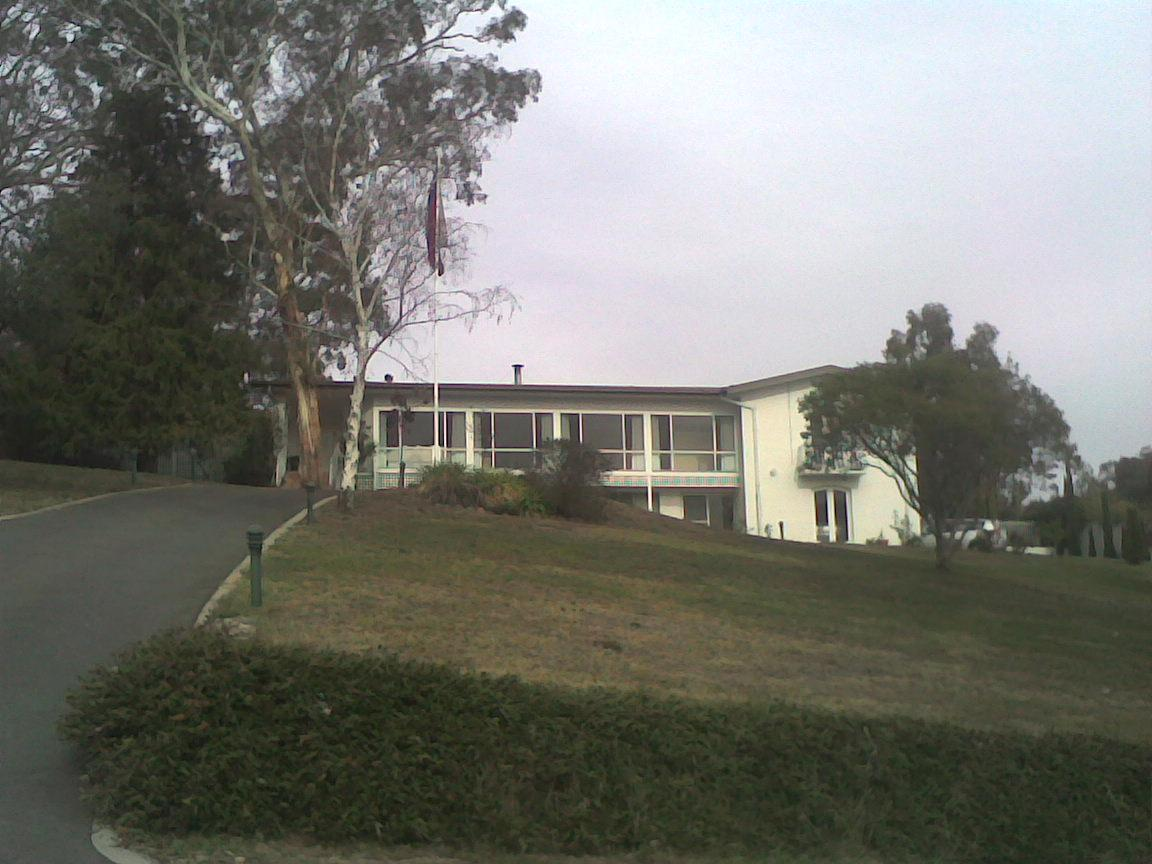
Embajada de Chile en Canberra